# Панк-фолк велнес
Панк-фолк велнес је први студијски албум загребачке музичке групе Бркови.